# Alastair Pilkington
Lionel Alexander Bethune Pilkington (7 de enero de 1920 - 5 de mayo de 1995), conocido como sir Alastair Pilkington, fue un ingeniero y hombre de negocios británico que inventó y perfeccionó el proceso vidrio flotado para la fabricación comercial de vidrio plano.

## Primeros años
Nacido el 7 de enero de 1920 en Calcuta, India, era hijo del coronel Lionel George Pilkington MC (1889-1955) y su esposa Evelyn Carnegie Bethune (1892-1985), hermana de Sir Alexander Maitland Sharp Bethune, décimo baronet. Estudió en Sherborne School y Trinity College, Cambridge, donde sus estudios fueron interrumpidos por el estallido de la Segunda Guerra Mundial . Uniéndose a la Artillería Real, fue capturado en la Batalla de Creta y pasó cuatro años como prisionero de guerra en la Alemania nazi. Al regresar a la universidad, obtuvo un título en ingeniería, seguido de un trabajo con los fabricantes de vidrio Pilkington Brothers. No estaba relacionado con la familia Pilkington, que entonces controlaba el negocio.

## Carrera empresarial
En 1952, Pilkington inventó el proceso de vidrio flotado, en el cual el vidrio fundido se "flotaba" sobre un baño de estaño fundido y se manipulaba para lograr el espesor de producto requerido, y con su asociado Kenneth Bickerstaff, pasó siete años perfeccionando y patentando su exitosa fabricación comercial. Los inventores estadounidenses habían intentado varias veces lograr un proceso mejorado y de menor costo para reemplazar el costoso vidrio plano, pero no lo habían logrado. Su avance permitió a Pilkingtons dominar el mercado mundial de vidrio plano de alta calidad durante muchos años. A principios de la década de 1960, todos los principales fabricantes de vidrio plano del mundo obtuvieron licencias para utilizar el proceso de vidrio flotado.
De director técnico de Pilkingtons en 1955, se convirtió en vicepresidente en 1971 y presidente desde 1973 hasta que alcanzó la edad de jubilación en 1980, dejando la junta en 1985.
Durante el resto de su vida, fue presidente de la empresa. [cita requerida]

## Actividades y honores externos
En 1969 Pilkington fue nombrado miembro de la Royal Society (Royal Society) y en 1970 fue nombrado Knight Bachelor, además de recibir la medalla Wilhelm Exner. En 1978 recibió el A. A. Griffith Medal and Prize y en 1983-4 se desempeñó como presidente de la  British Association. [cita requerida]
Los cargos de dirección externos incluyeron nombramientos como  director del Banco de Inglaterra desde 1974 a 1984 y como director de BP desde 1976 hasta su muerte. Un apasionado defensor de la educación terciaria, fue de 1980 a 1990 Pro-Canciller de la Universidad de Lancaster, desde 1990 Presidente de la Campaña para la Universidad y Colegios de Cambridge y desde 1994 hasta su muerte Canciller de la Universidad de Liverpool. En su honor se nombra una sala de lectura en la biblioteca de la Universidad de Lancaster. [cita requerida]

## Familia
En 1945 en Londres se casó con Patricia Nicholls Elliott (1919-1977), una ex oficial de WRNS que era hija del contraalmirante Frank Elliott OBE y tuvieron una hija y un hijo adoptivos. Tras la muerte de su esposa en 1977, en 1978 se casó con la ex actriz de radio estadounidense Leila Kathleen Wilson, viuda de Eldridge Haynes.

## Muerte
Falleció el 5 de mayo de 1995, víctima de un tumor cerebral. Está sepultado junto a su primera esposa en el cementerio de la iglesia de San Patricio en Patterdale, Distrito de Eden en Cumbria.